# Naruto ninja kategorije
U anime i manga serijeme Naruto, ninja kategorije označavaju određeni level sposbnosti neke grupe ninja. Likovi koji su pripadnici Skrivenih Sela moraju proći kvalifikacije kako be postali ninje te dobivaju veće kategorije kako napreduju u svom treningu. Nisu sve ninje u jednoj kategoriji na istom levelu sposobnosti te bi ninje niže kategorije mogle biti mnogo jače od onih više kategorije. Također postoje zvanja i grupe sa sličnom važnosti, kojih bi jedan ninja mogao biti dio. Važno je zabilježiti da bi takva zvanja i grupe ninju koji bi mogao biti njihov dio razlikuje od ostalih normalnih ninja, a ovo nisu njegove kategorije: postoje samo 3 službene kategorije, plus jedna sporedna uz Jonin kategoriju.

## Službene kategorije

### Studenti Akademije
Akademija je mjesto gdje počinju navodni ninje; oni se ustvari ne računaju kao ninje dok ne maturiraju. Studenti Akademije idu na pismene i praktične ispite svih vrsta te ih podučavaju osnove, poput borilačkih vještina, tehnika, fizičke sposobnosti i puta ninje. Uporaba osnovnih oružja, poput kunaija i shurikena, također se uči. Elementarne ninja tehnike, iako se mijenjaju od sela do sela, također su podučavane.
Nakon maturiranja, studenti dobivaju posebnu vrpcu od tkanine s metalnom pločicom na kojoj je utisnut znak njihova sela (koja se nosi na mnogo načina). Izvorno je predočeno da je to štitnik čela ili hitai-ate. Neka sela također imaju ispite koje Jonini daju svojoj grupi od troje osoba kako bi vidjeli jesu li uistinu spremni maturirati. Kako bi se osiguralo da samo istinski kvalificirani ninje budu promaknuti, samo je trima Genin timovima dopušteno da prođu. Ispit, koji će odlučiti koja će tri tima postati Genini, izvodi Jonin vođa svakog tima te, ovisno o njemu, varira. Što je potrebno za maturu također varira od akademije do akademije. U Konohi, završni je ispit sveden na nekakvu vrstu pismenog ispita, kao i na znanje nekih osnovnih tehnika.

### Genin
Pogledaj također: Popis Konohinih Genina
Genin (jap. 下忍, Genin doslovno "niže ninje", prevedeno "ninja početnik") su najniža kategorija ninja te također ona koja pokazuje najveću različitost u snazi. Genini su smješteni u grupe od četiri osoba, tri Genina i jedan Jonin-sensei, s namjerom jačanja grupnog rada i iskustva pravog života ninje pod nadzorom i zaštitom elitnog shinobija. Sastav tima je određen prema pojedinačnim sposobnostima Genina, tako da se održi ravnoteža između timova. Timovi se uobičajeno sastoje od dva dječaka i jedne djevojke, iako postoje iznimke. Izgleda da se, obično, grupe od četiri osoba specijaliziraju u određenim sposobnostima. Kada postanu genini, ninje počinju obavljati svoj udio u ekonomiji sela, za koje dobivaju malu plaću. Obično su poslani na D-rang misije, koje su najnižeg ranga te zamalo potpuno bezopasni poslovi poamganja seljanima. Iskusniji genini šalju se na C-rang misije, koje počinju imati veze s pravim ninja poslom, iako obično imaju veoma nisku mogućnost rizika za umiješane ninje.

### Chunin
Pogledaj također: Popis Konohinih Chunina
Chunin (jap. 中忍, Chūnin, doslovno "srednja ninja", prevedeno "ninja vodič") su ninje koje su sposobni nadgledati i voditi ostale ninje. Chunini su dosegli level zrelosti koji se satoji od sposobnosti vodstva i taktičkog junaštva. Neki od njih, poput Iruke Umino, rade kao učitelji a neki, poput Shikamarua Nare, služe kao vođe malih timova koji trebaju donijeti odluke i iskoristiti svoje vještine kao shinobiji pod njhovim zapovjedima do krajnje točke. Chunini se obično šalju na C-rang ili B-rang misije.
Kako bi postao Chunin, Genin sudjeluje na velikom ispitivanju, poznatim pod imenom "Chunin ispiti", održanih dvaput na godinu zbog rastućeg broja ninja. U prošlosti, svako je selo imalo vlastiti Chunin Ispit. Nakon Trećeg ninja svjetskog rata, saveznička ninja sela složila su se da se ispiti održavaju zajedno u odabranom selu, koje će biti domaćin ispita, kako bi sela mogla održati i jačati svoje međusobne veze. Također postoji prednost: ninje, koje bi sudjelovale na Chunin Ispitu, mogle bi privući kljiente koji bi bili zainteresirani u njihovo zapošljavanje. Ispit je test ne samo snage, već sposobnosti prikupljanja podataka, preživljavanja te orijentacije. Oni koji imaju sve te sposobnosti grupirani su u predodređene borbe, dok ih vijeće gleda i odlučuje tko će, a tko neće, postati chunin. Ovisno o sposobnostima, kandidati koji izgube također mogu postati chunini, a oni koji pobijede, ne moraju.

### Jonin
Pogledaj također: Popis Konohinih Jonina
Jonin (jap. 上忍, Jōnin, doslovno "viši ninja", prevedeno "elitni ninja") su ninje s mnogo iskustva i s jedinstvenim vještinama, a služe kao vojni kapetani. Često se šalju na A-rang misije, a iskusni Jonini šalju se čak i na S-rang misije (koje se računaju kao najteže od svih). Također mogu te misije izvršavati sami. Ponekad su dodijeljeni kao senseji za Genin timove od troje osoba. Još je nepoznato što ninja treba učiniti da postane Jonin. Poznato je da je većina Jonina kadra korisiti dvije vrste elementarnog jutsua.
Tokubetsu Jonin (jap. 特別上忍, Tokubetsu Jōnin, doslovno "specijalni viši ninja", ponekad poznati kao Tokujō ukratko) su ninje koje, za razliku od običnih Jonina, posjeduju sposobnosti Jonin levela u određenom području ili vještini, te su tada više kao punomoćni časnici u vojsci stvarnog svijeta. Oni su elitni specijalisti u svojim područjima te su često dodijeljeni kao podređene osobe običnim Joninima, kada njihove vještine postaju potrebne.

### Kage
Oni koji su dosegli naslov Kage (jap. 影, Kage doslovno "sjena"), vođe su jednog od pet najmoćnijih Skrivenih Sela i općenito najsnažniji ninje u svom poštovanom selu. Međutim, može biti nekoliko iznimaka; npr. ninja može biti najsnažniji u vrijeme kada je postao Kage, no on će stariti i mlađe bi ninje mogle biti snažnije od njeg.
Kage se može umiroviti i predati titulu nekom drugom; titula, jednom dodijeljena, ostaje nepromijenjena. To svara slučaj gdje bi mogla djelovati dva Kagea u isto vrijeme, sa samo jednim od njih koji je uistinu aktivan - kao što je bilo s Četvrtim i Trećim Hokageom, kada je kasniji dao svoju titulu ranijem, samo da bi opet izašao iz mirovine kada je raniji Hokage umro.
Na elitni status Kagea može utjecati činjenica da su imali članove obitelji koji su bili prijašnji Kagei, ili su ih podučavali prijašnji Kagei, pa čak i studenti prijašnjih Kagea. Primjeri te činjenice uključuju Gaaru, koji je doživio uspjeh zbog svog oca Kazekagea; Četvrti Hokage, kojeg je podučavao student Trećeg Hokagea - Jiraiya; Tsunade, unuka Prvog Hokagea, polunećakinja Drugog Hokagea i prijašnji student Trećeg Hokagea; i Treći Hokage, kojeg su podučavali i Prvi i Drugi Hokage.
Tih 5 Kagea imaju različite titule, ovisno o svom selu. Te su titule: 
- Hokage (jap. 火影, doslovno "sjena vatre"): Kage sela Konohagakure
- Kazekage (jap. 風影, doslovno "sjena vjetra"): Kage sela Sunagakure
- Mizukage (jap. 水影, doslovno "sjena vode"): Kage sela Kirigakure
- Raikage (jap. 雷影, doslovno "sjena munje"): Kage sela Kumogakure
- Tsuchikage (jap. 土影, doslovno "sjena zemlje"): Kage sela Iwagakure

Kagei su ravnopravni s vladarima svoje zemlje, nadgledaju radove svojih sela te su vođe ninja društva.
Anime je predstavio šestog Kagea, Hoshikagea (doslovno "sjena zvijezde"), iz sela Hoshigakure. Međutim, ta je titula upotrebljena samo u tom selu i nije priznata u ostalih 5 sela. Orochimaru, osnivač i vođa sela Otogakure, također je bivao oslovljen kao Otokage (jap. 音影, doslovno "sjena zvuka") kod nekih njegovih obožavatelja, no to nije službena titula, pošto Otogakure nije priznato u ostalih 5 Skrivenih Sela kao ravnopravno selo, niti je Orochimaru uistinu Kage, iako se njegove sposobnosti mogu mjeriti s onima jednog Kagea.

## Ostale kategorije

### Učitelji (Sensei)
Iako nije službena kategorija, naučnik je onaj kojeg je podučavao ninja većih sposobnosti. Tu se može uključiti i mogućnost da oni koji nisu još nisu pošli na akademiju (ili oni koji još uopće nisu bili na bilo kojoj akademiji), budu podučavani osnovne ninja vještine od dobrovoljaca, poput Narutova neslužbena treninga Konohamarua, Udon i Moegi. kao njihov Genin vođa u vrlo ranim epizodama Naruta (kao i prije Chunin ispita). Ebisuovo treniranje Konohamarua u ranim epizodama također spada pod ovu kategoriju, iako je njegov trening ipak više specifičan.
Također je moguće da ninja mnogo više kategorije podučava naučnika naprednim ninja vještinama, kao što svaki član Legendarnih Sannina trenira jednog člana Tima 7; To su Jiraiya, Tsunade i Orochimaru koji treniraju Naruta Uzumakija, Sakuru Haruno i Sasukea Uchihu, službeno, ili Might Guy koji trenira Rock Leeja neslužbeno.

### S-klasa
Ninja S-klase stekli su moći daleko veće od tipičnog Jonina te su zaslužili status legende. Ova je titula više opis nego prava kategorija; ninjina službena kategorija u selu ostat će Jonin. Međutim, nekad može biti i niži, ili ne moraju uopće imati kategorije. Odanost tih ninja varira od bivanja dijela vlasništva sela kao ninja ili bivanja putujućeg ninje koja je još uvijek odana svome selu, poput Jiraiye. Neke ninje tog levela teže ostaviti svoje selo iza sebe kako bi ispunili svoje vlastite težnje, iako time postaju missing ninje. Ninja organizacija Akatsuki sastoji se od devet missing-nina S-klase. Ninje te klase obično se zabilježava u Bingo knjigu, popis značajnih neprijateljskih ninja označenih kao ubojice koje svako ninja selo daje svojim Joninima i članovima ANBU odreda. Većina ninja, čak i one višeg levela, rađe odlučuju pobjeći negoli se suprotstaviti nekoj ninji S-klase.
Ninje S-klase veoma su štovani i obično se označuju nadimcima koja im daju njihovi saveznici ili neprijatelji. Jedna grupa ninja koja je stekla taj status su Legendarni Sannini Konohe: Jiraiya, zvan "Pustinjak žaba" (jap. "Gama Sennin"), Orochimaru i Tsunade, zvana "Legendarni gubitnik" (jap. "Denstetsu no Kamo", zbog njezine kockarske nesreće) i "Ta žena puž" (Chiyin nadimak za nju zbog njezine sposobnosti prizivanja Katsuyu). Većina Kagea također teži biti na toj razini.

### Medical-nin
Medic-nin (jap. 衛生忍, Medic-nin, eisei-nin, prevedeno "medicinske ninje") su ninje koje se usredotočuju na područje medicinskog liječenja, posebno koristeći medicinski jutsu. Za postanak medic-nina potrebna je izvrsna chakra kontrola, pošto oni svoju chakru koriste za liječenje ozljeda. Uz medicinski trening, njihov trening uz borbu sastoji se uglavnom od taijutsu vještina, u čemu veliku ulogu ima izbjegavanje neprijateljskih napada. To je zato što bi smrt medic-nina mogla uzrokovati smrt cijelog njegovog tima. Kod opasnih misija, jedan će medic-nin obično biti poslan zajedno s timom kako bi povećao postotak preživljavanja tog tima.
Tsunade, jedna od Legendarnih Sannina, najbolji je medic-nin Konohe. Shizune, njena pomoćnica, također je medic-nin, kao i Sakura, Tsunadina naučnica. Kabuto Yakushi je medic-nin u Orochimaruovoj službi. Chiyo je bila medic-nin, ali je svoju stručnost rađe posvetila ubijanju negoli liječenju. Tsunade i Sakura također upotrebljavaju svoj medicinski trening kako bi stvorile veliku snagu, što ih oboje čini strašnim borcima i sposobnim iscjeliteljima. Rin, u Kakashi Gaidenu, također je bila medic-nin. Ino Yamanaka je sposobna koristiti medicinski jutsu, no ona je više spasioc života u borbi, a ne potpuno podučen medic-nin.

### Courier-nin
Za vrijeme filler dijela priče, Courier-nin (ninje poštari) su ninje koje dostavljaju pakete od jednog mjesta do drugog. Oni preuzimaju veoma opasne misije dostavljanja, koje obični poštari ne bi, te one mogu biti i opasne po život. Koriste dim kao sredstvo za komunikaciju na velikim udaljenostima te su veoma odlučna skupina ninja, uzimajući "poštansko geslo" zdravo za gotovo. Kada ih se pita za njihovo ime, oni će uvijek odati samo svoj identifikacijski broj. Kada je Naruto prvi put sreo courier-nina, učinio je grešku zamijenivši ga s običnim poštarom, no nakon što je doznao tko je on i što radi, počeo ga je oslovljavati imenom "čudnovati poštar".

### Cooking-nin
Za vrijeme filler dijela priče, Cooking-ninovi (jap. Ryouri-ninja ili Ryounins, prevedeno "ninja kuhari") su ninje čija je prvotna svrha bila da kuhaju za ostale ninje u svojem timu. Postojala je teorija da ninje koje dobro jedu također dobro rade. Ideja je propala pošto su ninje jele previše dobre hrane, što ih je učinilo presporima da uspješno izvedu misije. Pojavljuju se u filler epizodi otimajući Ayame zbog Ichirakuovog Ramenskog demonskog recepta, koji je u stvarnosti samo začin koji je korišten kako bi uklonio gorčinu.

### Missing-nin
Missing-nin (jap. 抜け忍, Nukenin, doslovno "nestala ninja", prevedeno "ninja varalica") su ninje koje su napustile svoje Skriveno Selo, a to može uključiti ninju bilo koje kategorije. Te se ninje smatraju izdajnicima te su progonjeni zbog tajna koje bi mogli imati. Druga Skrivena Sela bila bi zainteresirana u nabavu tih informacija jer bi to moglo biti korisno u stjecanju vodstva u bitci ili posebnog krvnog ograničenja (Kekkei Genkai) jedinstvenog nekom selu. Sela stvaraju posebne jedinice Hunter-nina kako bi se pobrinuli za taj problem, iako je neuobičajeno da svaki missing-nin ima tim Hunter-nina za petama.

## Organizacije

### ANBU
ANBU (jap. 暗部, ANBU doslovno "tamna strana", prevedeno "crna grupa", English TV "ANBU Black Ops") je ustvari kratica za ANsatsu Senjutsu Tokushu BUtai. Naslov je igra riječi. ANBU nosi porculanske životinjske maske, u namjeri da se razlikuju od ostalih shinobija i sakriju svoj identitet. Također imaju tipične uniforme koje se sastoje od crno bijelog oklopa, štitnika ramena i prepoznatljive spiralne tetovaže na svojim ramenima.
ANBU štiti selo od izuzetnih prijetnji, provodi misije velikog rizika u neprijateljskim zemljama te se obračunava s veoma jakim (S-klasa) ninjama. Oni su također odgovorni za provođenje ubojstava te misija koje zahtijevaju posebno trenirane ninje. Jedinstveno za neke likove u Narutu, ANBU nosi katane, koje su ovješene o njihova leđa, te svi znaju plan ljudskog tijela u detalje. ANBU je organizacija koja služi pod izravnim zapovjedima svojeg Kagea.
Kakashi Hatake bio je prijašnji kapetan, a Itachi Uchiha postao je kapetan ANBU-a u dobi od 13 godina. Ibiki Morino, ispitivač na prvom Chunin ispitu, vođa je Konohinog ANBU-ovog Odreda za mučenje i ispitivanje (jap. 木ノ葉暗部拷問・尋問部隊 Konoha Anbu Gōmon/Jinmon Butai). Zabuza Momochi i Raiga Kurosuki bili su dio Kirigakurinog ANBU-a.

### Hunter-nin
Hunter-nin (jap. 追い忍, Oinin, doslovno "ninja lovci", prevedeno "tragači") su posebni timovi u svakom Skrivenom Selu kojima je dužnost proganjanje missing-nina. Oni ubijaju metu, uzimajući glavu kao dokaz, te se potpuno riješe tijela koristeći različite metode, poput spaljivanja ili pozivanja divljih strvinskih vrana koje pojedu truplo. To se čini kako bi se osiguralo da se tajne sela koje ninja drži u svom tijelu- poput vrsta chakra, pojedenih biljaka, ninjutsua i kekkei genkaija-neće biti otkrivene strancima. Hunter-ninovi također moraju uništiti truplo na mjestu gdje leži; ne smiju ga micati s mjesta nakon smrti. Hunter-ninovi su također podučavani o radu ljudskog tijela te kako ljude lako ubiti. U ranim serijama, Haku se je prerušio u hunter-nina kako bi spasio navodno ubijenog Zabuzu Momochija. Pravi hunter-ninovi bili su spominjani, no do sada nisu još uistinu viđeni u svijetu Naruta, iako je moguće da oni ustvari pripadaju jednom odredu ANBU-a; u pravilu je nejasna razlika između tih dviju grupa. Barem su ANBU-trenirani, kako je Kakashi spomenuo za vrijeme svog kratkog objašnjenja te skupine.

### Root
Konohin ANBU je obično pod izravnim zapovjedima Hokagea, no nekoliko godina prije događaja u prvom dijelu Naruta, postojao je Odjel za ANBU trening poznavan kao "Root" (jap. 根, Ne, prevedeno "Korijenje"), kojeg je stvorio i izravno upravljao Danzo. Pošto je Danzo bio ljubitelj ratova te bio protivnik Trećeg Hokagea, Root je raspušten i službeno prestao postojati. Međutim, mnogo je članova ostalo odano Rootu; barem dva (uz Danzoa) su poznata, a jedan od njih je Sai, koji je dodijeljen Narutovu timu u drugom dijelu Naruta.
"根"には…名前は無い、感情は無い…
U Rootu. tamo nema imena. Tamo nema osjećaja...
過去は無い…未来は無い。あるのは任務…
Nema prošlosti... nema budućnosti. Postoji samo misija...
木ノ葉という大木を目に見えぬ地の中より支える、我々"根"の意志
Volja nas iz Roota podržava ovo veliko stablo zvano Konoha, nevidljivo, iz dubine zemlje.
— Geslo Roota
Nedavno je otkriveno da bi Danzo i Root mogli planirati uništenje Konohe kakva je danas, težeći suradnji s Orochimaruom. Saijeva je prava misija bila upasti u Orochimaruovu družinu kako bi ubio Sasukea Uchihu, što bi bio "korak" ispred Orochimarua u slučaju da napadne Danzoa i njegovu grupu nakon uništenja Konohe; međutim, Sai je skrenuo s plana nakon spoznaje Narutove veze sa Sasukeom i potrebe da se ta veza održi.

### Ostale slične organizacije
Konohina vojna policijska sila (jap. 木ノ葉警務部隊, Konoha Keimu Butai), ili ukratko Vojna policija, jedinstvena je organizacija Konohe, iako ostala sela vjerojatno imaju slične organizacije. Vojna policija prije se je uglavnom sastojala od članova klana Uchiha (Uchihe su bili njezini utemeljitelji); međutim, sada kada su Sasuke i Itachi jedini preživjeli članovi klana, to više nije slučaj. Vojna policija upravlja Odjelom zakona u selu, a njihova je pravda uistinu bezgranična, osim činjenice da su pod Hokageovom izravnom upravom. Oni također poštuju ANBU-in vlastiti sistem istraživanja i disciplinu unutar organizacije. Njihov je simbol sličan bijelo crvenoj stijeni Uchiha klana.
Niju Shotai (jap. 二十小隊, Niju Shotainih 20 vodova) je novoorganizirana radna sila koju je osnovala Tsunade, Peti Hokage. Ta je sila sastavljena od 20 timova (vodova) po 4 osobe. Ova je sila stvorena sa svrhom praćenja, pokušaja hvatanja i, ako je potrebno, ubijanja Akatsuki članova.